# Sant Fabià d'Arres de Jos
Sant Fabià d'Arres de Jos és una església del municipi d'Arres inclosa en l'Inventari del Patrimoni Arquitectònic de Catalunya.

## Descripció
Església d'una sola nau amb volta de canó (substituïda actualment per un empostissat de conglomerat), de murs convergents i profund presbiteri. L'absis, rodó, conserva decoració exterior llombarda amb arcuacions de pedra tosca i un fris amb dents de serra. La portalada d'entrada, a migdia, és d'arc de mig punt en pedra tosca. Damunt del mur de ponent hi ha una espadanya de un únic ull. Al mateix mur hi ha encastada un làpida romana en posició horitzontal amb un orifici al mig fent funcions de finestra. Està col·locada a uns tres metres del nivell del terra. Sota un arc escarser recolzat sobre fines columnetes de base àtica hi ha tres bustos. Cal deduir que són un home (esquerra), una dona (dreta) i un noi (centre) A les bandes hi ha decoració geomètrica. Tota l'església va ser realçada aproximadament un metre i mig.